# Ернст Кумер
Ернст Едуард Кумер (на немски: Ernst Eduard Kummer) е германски математик.
Първоначално следва в Хале теология, но проявява интерес и способност към математиката. През 1831 получава докторска степен със своето математическо есе De cosinuum et sinuum potestatibus secundum cosinus et sinus arcuum multiplicium evolvendis. От 1832 до 1842 г. той преподава в гимназията в Легница. Един от учениците му там е Леополд Кронекер. През тези 10 години той усилено работи по изследователски дейности и през 1842 г. става професор във Вроцлавски университет. През 1939 г. става член на Пруската кралска академия на науките по препоръка на математика Петер Густав Льожон Дирихле, с когото си кореспондират. През 1855 г. е повикан в Берлин като заместник на Дирихле. Там заедно с Карл Вайерщрас и Леополд Кронекер учредяват Кралския занаятчийски институт (1879 г. преименуван на Технически университет Берлин), което прави Берлин един от най-активните центрове на математиката. Професор в Берлинския университет от 1856 г. (ректор в периода 1868 – 69).
Кумер работи в много области на математиката, и по-специално по Теория на числата и Теория на функциите. Става също известен с дейността си по последната теорема на Ферма. Един от създателите на Теорията на алгебричните числа, която оказва влияние за последващото развитие на теорията на числата и на алгебрата.
Първата му жена е Отили, дъщеря на Натан Менделсон Бартолди и Хенриет Ицих. Отили е братовчедка на Ребека Менделсон Бартолди, годеница на Дирихле. След смъртта на Отили през 1848 г. се жени за Берта, братовчедка на Отили по майчина линия. Общо той има 13 деца. Дъщеря му Мари се жени за математика Херман Амандус Шварц.